# Richard von Rheinbaben
Richard Kreuzwendedich Freiherr von Rheinbaben (* 12. Mai 1960 in Essen) ist ein deutscher Unternehmer und Mäzen.

## Leben
Richard von Rheinbaben gründete 1992 mit einem Partner den Verlag von Rheinbaben & Busch GmbH, der Spracherkennungs- und Übersetzungstechnologien entwickelte und entsprechende CD-ROM produzierte. Zum Vertrieb dieser Produkte gründete er 1996 die EBdirekt GmbH. Aus diesem Unternehmen ging 1997 das Internetversandhaus für Bücher, Cds und andere Medien buecher.de GmbH, später AG hervor, die 2000 in die mediantis AG umfirmierte und die von 1999 bis 2001 am Neuen Markt notiert war. 1999 hatte buecher.de bereits das Zentrale Verzeichnis Antiquarischer Bücher, den größten deutschsprachigen Online-Marktplatz für antiquarische und gebrauchte Bücher, übernommen. Nachdem das ZVAB 2011 verkauft worden war, erwarb man die Meta-Such-Maschine Eurobuch. Richard von Rheinbaben ist heute Aufsichtsratsvorsitzender der mediantis AG, die von seinem Bruder Rolf Freiherr von Rheinbaben geleitet wird. 
1998 gründete Rheinbaben, der lange in Bolivien, Mexiko und den USA gelebt hat, zusammen mit seiner Frau die ABC-Stiftung für Lateinamerika zur Förderung der schulischen und beruflichen Ausbildung von Kindern in Lateinamerika mit einem Stiftungskapital von rund 300.000 Euro.
Seit 2015 ist Richard von Rheinbaben Honorarkonsul von Bolivien für Bayern und Baden-Württemberg.
Auf seine Initiative wurde 2005 der Kunstpreis Phönix zur Förderung von Nachwuchskünstlern ins Leben gerufen, der mit einem Preisgeld von 20.000 Euro zu den am höchsten dotierten Preisen dieser Art gehört.
Im Jahr 2018 übernahm von Rheinbaben mit seinem Bruder Rolf eine insolvente Tennisanlage in Starnberg, die seitdem zu einem großen Tennis & Padel Center ausgebaut wurde.